# Північнопатагонське льодовикове поле
47°0′ пд. ш. 73°30′ зх. д. / 47.000° пд. ш. 73.500° зх. д.

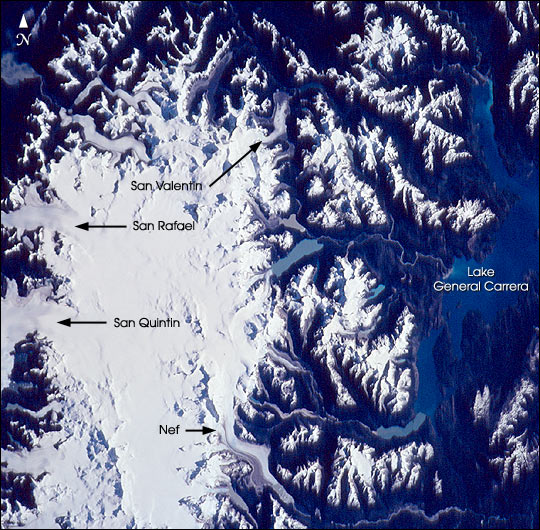
Північно-Патагонське льодовикове поле, грудень 2001

Північнопатагонське льодовикове поле (ісп. Campo de hielo Patagónico Norte) — гірсько-покривний льодовиковий комплекс в Патагонських Кордильєрах (Чилі, Аргентина), менший з двох залишившихся частин, Патагонського льодовикового щита. Розташоване в межах Національного парку Лагуна Сан-Рафаель.

## Опис
Північнопатагонське льодовикове поле — залишок Патагонського льодовикового щита, великого льодовикового щита, який покривав всю чилійську Патагонію та найзахідніші частини Аргентинської Патагонії під час четвертинного зледеніння. 
На початок 20120-х, має площу 4200 км², та є другою за площею безперервною масою льоду за межами полярних регіонів. 
Його існування залежить від його висоти (1100–1500 м), сприятливого рельєфу та прохолодного, вологого океанічного клімату. 
Льодовикове поле має 28 вивідних льодовика, два найбільших — Сан-Кінтін і Сан-Рафаель — майже досягають рівня Тихого океану, прямуючи на захід. 
Стеффан (прямує на південь); Неф і Колоніа (прямують на схід) живлять льодовикові озера. 
Переважаючі висоти льодовикової поверхні від 1000 до 1500 м, максимальна висота — 3978 м. 
Фірнова лінія розташовується на висоті 1250 м на західному схилі і 1350 м — на східному.
Льодове поле Північної Патагонії лежить в обмеженому розломами блоці земної кори, що зазнала підняття. 
На заході розташована зона розломів Лікіньє-Офкі, на півночі — зона розломів Експлорадорес, а на сході — розлом Качет. 
На південь, можливо, є зона розломів біля Тортель-фіорду.